# Fukienogomphus promineus
Fukienogomphus promineus – gatunek ważki z rodziny gadziogłówkowatych (Gomphidae).